# Atimnio (figlio di Cassiopea)
Atimnio o Atinnio (in greco antico: Ἀτύμνιος?, Atýmnios; nome che significherebbe lett. "mai sazio di eroici elogi") è un personaggio della mitologia greca.

## Genealogia
Era figlio di Zeus o di Fenice e di Cassiopea.
Non ci sono notizie al riguardo di spose o progenie.

## Mitologia
Atimnio era un bel ragazzo di cui si erano innamorati i tre fratelli Minosse, Radamanto e Sarpedonte.

Nella stessa parte della leggenda il protagonista potrebbe essere Mileto con cui poi Sarpedonte fuggì.
Ebbe culto eroico, che sembra essere stato praticato a Gortyna nell'isola di Creta insieme a quello di Europa.